# Tracheplexia conservuloides
Tracheplexia conservuloides är en fjärilsart som beskrevs av Emilio Berio 1966. Tracheplexia conservuloides ingår i släktet Tracheplexia och familjen nattflyn. Inga underarter finns listade i Catalogue of Life.